# Saxby (Leicestershire)
Saxby – wieś w Anglii, w Leicestershire, w dystrykcie Melton, w civil parish Freeby. Leży 6,4 km od miasta Melton Mowbray, 28,2 km od miasta Leicester i 147,9 km od Londynu. W 1931 roku civil parish liczyła 89 mieszkańców. Saxby jest wspomniana w Domesday Book (1086) jako Saxebi.